# BITSoftware
BITSoftware este o companie de IT din România, înființată în 1993  care dezvoltă și implementează soluții ERP, CRM și Business Intelligence (BI) care ajută companiile din diverse industrii să-și îmbunătățească productivitatea, prin automatizarea proceselor din companie, și să realizeze obiectivele de creștere pe termen lung.
BITSoftware a devenit, de la începutul anului 2011, reseller oficial pentru România al furnizorului american de soluții de Business Intelligence (BI) , MicroStrategy⁠(en)[traduceți].
BITSoftware este distribuitor autorizat Google Workspace, furnizează servicii de instalare și migrare, școlarizare utilizatori și integrare cu alte aplicații.